# Acacia palawanensis
Acacia palawanensis är en ärtväxtart som beskrevs av Ivan Christian Nielsen. Acacia palawanensis ingår i släktet akacior, och familjen ärtväxter. Inga underarter finns listade i Catalogue of Life.